# James D. Williams
James Douglas "Blue Jeans" Williams, född 16 januari 1808 i Ohio, död 20 november 1880 i Indianapolis, Indiana, var en amerikansk demokratisk politiker. Han var ledamot av USA:s representanthus 1875–1876 och Indianas guvernör från 1877 fram till sin död.
Williams arbetade som fredsdomare i Vincennes 1839–1843. Mellan 1843 och 1872 satt han i delstatens lagstiftande församling, först i representanthuset och sedan i senaten. Williams efterträdde 1875 Simeon K. Wolfe som kongressledamot och efterträddes 1876 av Andrew Humphreys. I guvernörsvalet 1876 besegrade Williams republikanen Benjamin Harrison och tillträdde 1877 som guvernör. Han avled 1880 i ämbetet och gravsattes på Walnut Grove Cemetery i Monroe City.